# 湯浅醤油
湯浅醤油
- 日本における醤油発祥の地の一つとして知られる和歌山県有田郡湯浅町で作られる醤油。現在も数社が醤油を製造している。
- 和歌山県有田郡湯浅町に本社を置く調味料メーカーである湯浅醤油有限会社。

## 湯浅醤油有限会社
湯浅醤油有限会社（ゆあさしょうゆ）は、和歌山県有田郡湯浅町湯浅にある調味料メーカーである。代表者の五代目当主新古敏朗は丸新本家の代表取締役でもあり、醤油醸造部門を独立させた関連子会社である。親会社の丸新本家は金山寺味噌製造の名門である一方、醤油醸造については不採算を理由に昭和40年頃から途絶えていた。しかし、湯浅御坊道路開通に伴い国道42号沿いの販売店の売り上げが激減したことから、テコ入れと地域活性化のため再度醤油造りに取り込むべく新会社を設立した。
主力商品には、事業勃興の契機となった「生一本黒豆醤油」のほか、金山寺味噌造りの際に産生する溜を使用した「九曜むらさき」、また変わり種として「カレー醤油」などがある。
小学校でのマイ醤油プロジェクトを行うなど、食育の取り組みも行っている。
2004年、醤油製法を知らない人が多いのに気づき、蔵見学を始めた。
2018年、フランス・ボルドーで醤油つくりのテストを始めている。

### 概要
- 本社所在地 - 和歌山県有田郡湯浅町湯浅1464
- 代表者 - 代表取締役社長 新古敏朗

### 施設
- 九曜蔵 - バスの乗り入れが可能な醤油工場見学蔵。試飲コーナーも設置

### 店舗
和歌山県（3店舗）
- 湯浅町 - 本店
- 田辺市 - 田辺店、とれとれ市場南紀白浜店